# Comuna Nova Kociubeiivka, Ciutove
Nova Kociubeiivka (în ucraineană Нова Кочубеївка) este o comună în raionul Ciutove, regiunea Poltava, Ucraina, formată din satele Nova Kociubeiivka (reședința), Pervozvanivka și Pidhirne.

## Demografie
Componența lingvistică a comunei Nova Kociubeiivka
     Ucraineană (97,14%)
     Rusă (2,49%)
     Alte limbi (0,37%)
Conform recensământului din 2001, majoritatea populației comunei Nova Kociubeiivka era vorbitoare de ucraineană (97,14%), existând în minoritate și vorbitori de rusă (2,49%).